# Прогресс МС-14
Прогресс МС-14 — космический транспортный грузовой корабль (ТГК) серии «Прогресс», который был запущен к МКС 25 апреля 2020 года в 01:51 UTC со стартового комплекса космодрома Байконур и успешно выведен на околоземную орбиту.

## Стыковка с МКС
25 апреля 2020 года в 05:12 UTC грузовой корабль «Прогресс МС-14» в штатном режиме пристыковался к модулю «Звезда» МКС. Полет занял 3 часа 20 минут.

## Груз и символика
Корабль доставил на станцию 650 килограммов топлива для дозаправки станции, 46 килограммов воздуха и кислорода, питьевую воду. Всего — более двух тонн грузов, в том числе 1,35 тонны в грузовом отсеке — контейнеры с продуктами питания, медикаменты, санитарно-гигиенические принадлежности для экипажа, оборудование для бортовых систем МКС, аппаратуру для проведения экспериментов. Среди грузов — грейпфруты и апельсины, а также колбаски пиколини со вкусом пиццы.
Пуск был приурочен к 75-летию Победы в Великой Отечественной войне. На ракету нанесли специальную символику — логотип годовщины, а также изображения Георгиевской ленты и Орденов Отечественной войны.

## Продолжительность полёта
«Прогресс МС-14» установил рекорд: он провёл на орбите 1 год и 4 дня, превзойдя достижение корабля «Прогресс М-17», который в 1993—1994 годах провёл в космосе 337 суток, доставив грузы на орбитальную станцию «Мир».